# تشال خشك (مقاطعة تشرداول)
تشال خشك (بالفارسية: چال خشک) هي قرية تقع في قسم زردلان الريفي (مقاطعة تشرداول) في إيران. يقدر عدد سكانها بـ 358 نسمة .